# Protambulyx
Protambulyx es un género de lepidópteros glosados del clado Ditrysia perteneciente a la familia Sphingidae.

## Especies
- Protambulyx astygonus - (Boisduval 1875)
- Protambulyx carteri - Rothschild & Jordan 1903
- Protambulyx euryalus - Rothschild & Jordan 1903
- Protambulyx eurycles - (Herrich-Schaffer 1854)
- Protambulyx goeldii - Rothschild & Jordan 1903
- Protambulyx ockendeni - Rothschild & Jordan 1903
- Protambulyx strigilis - (Linnaeus 1771)
- Protambulyx sulphurea - Rothschild & Jordan 1903

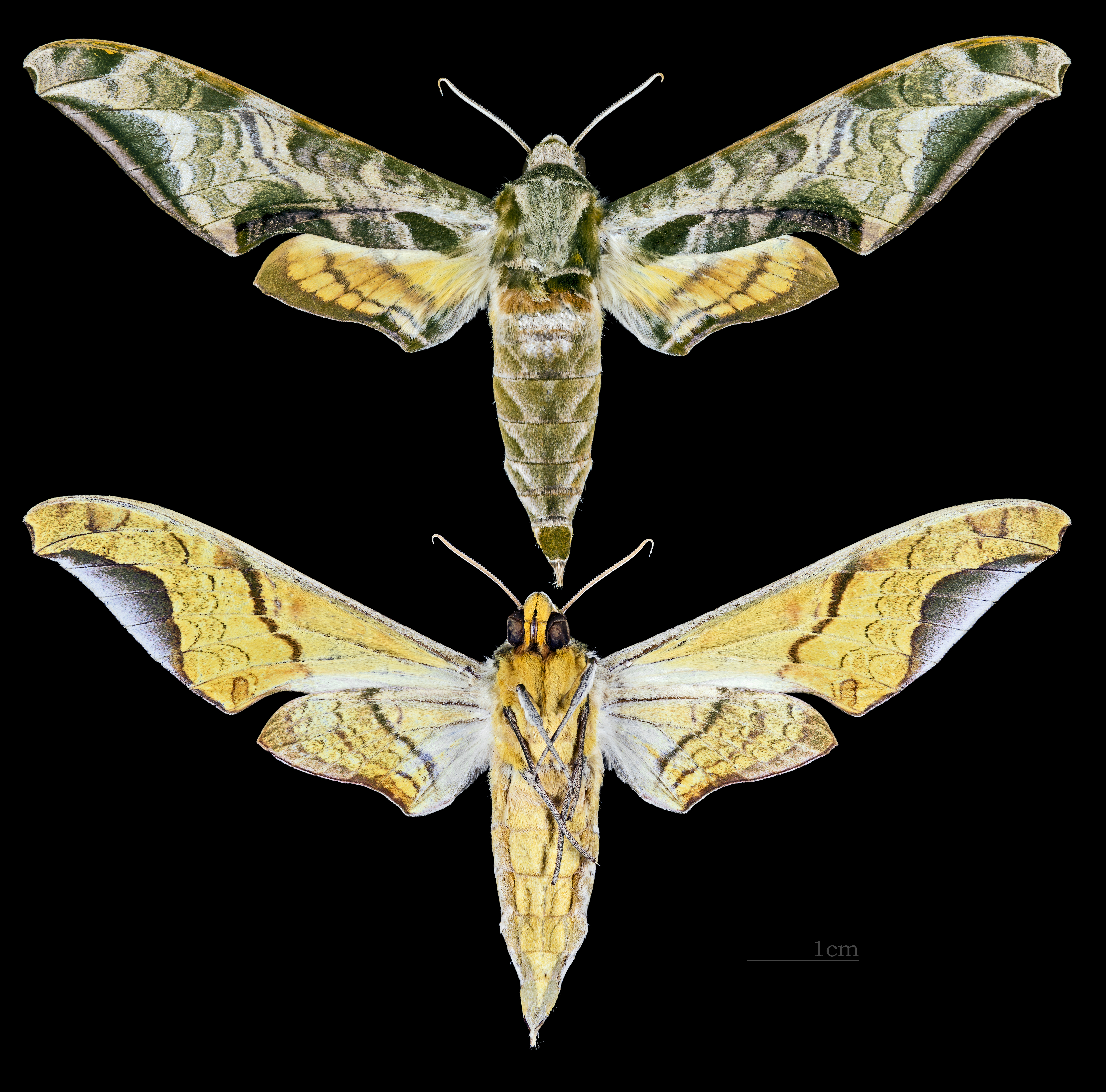
Protambulyx astygonus - MHNT
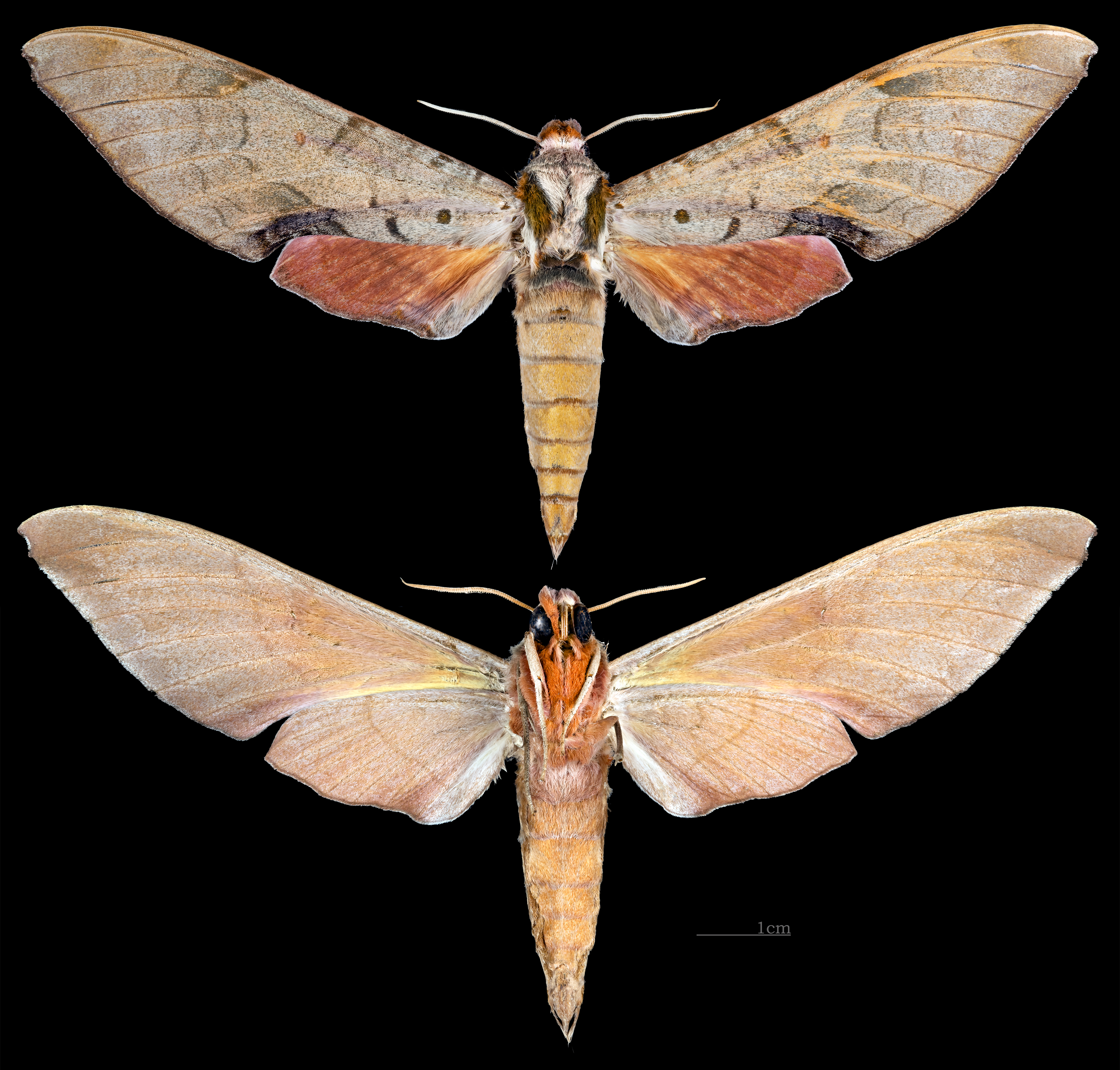
Protambulyx carteri- MHNT
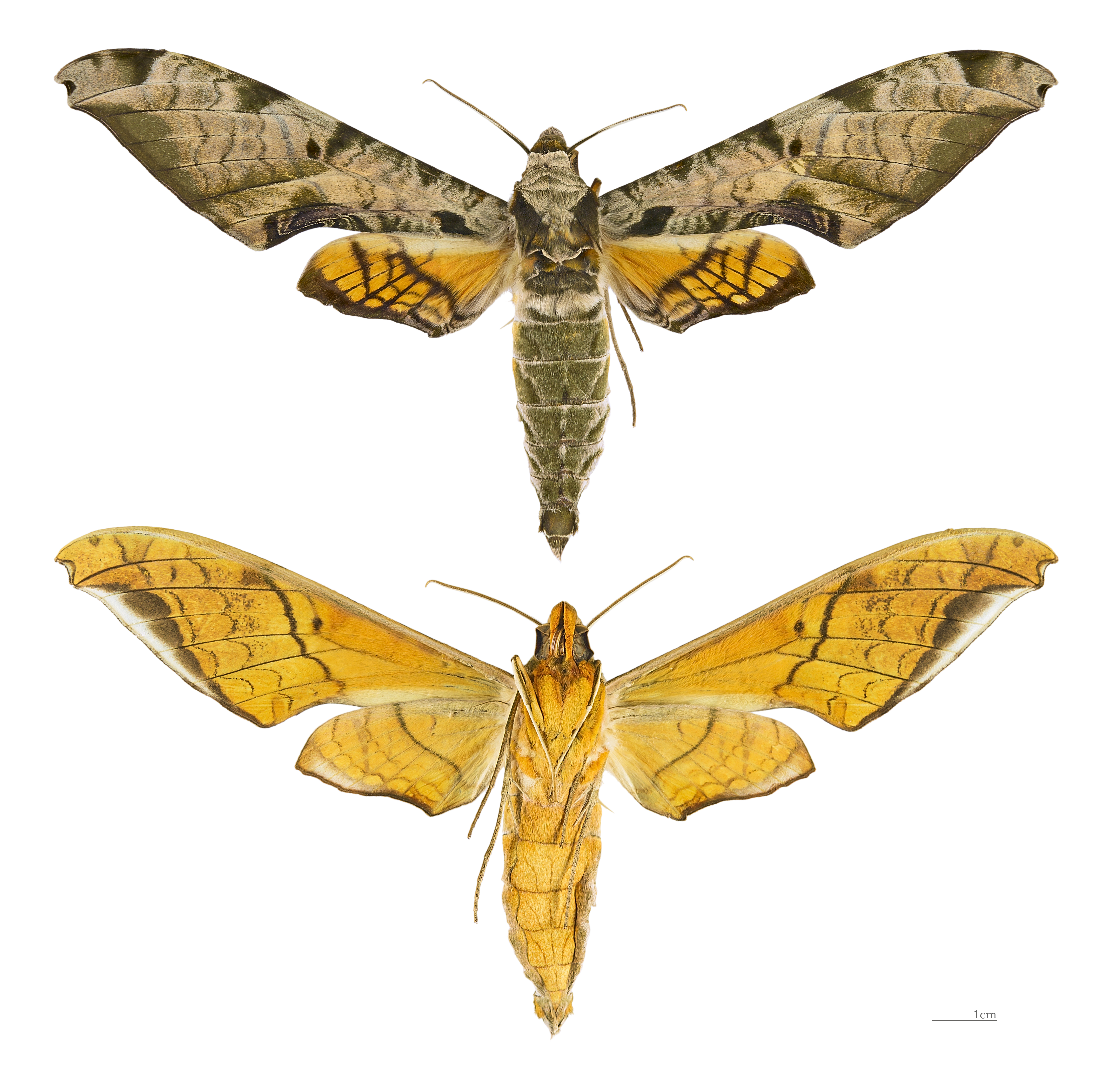
Protambulyx eurycles - MHNT
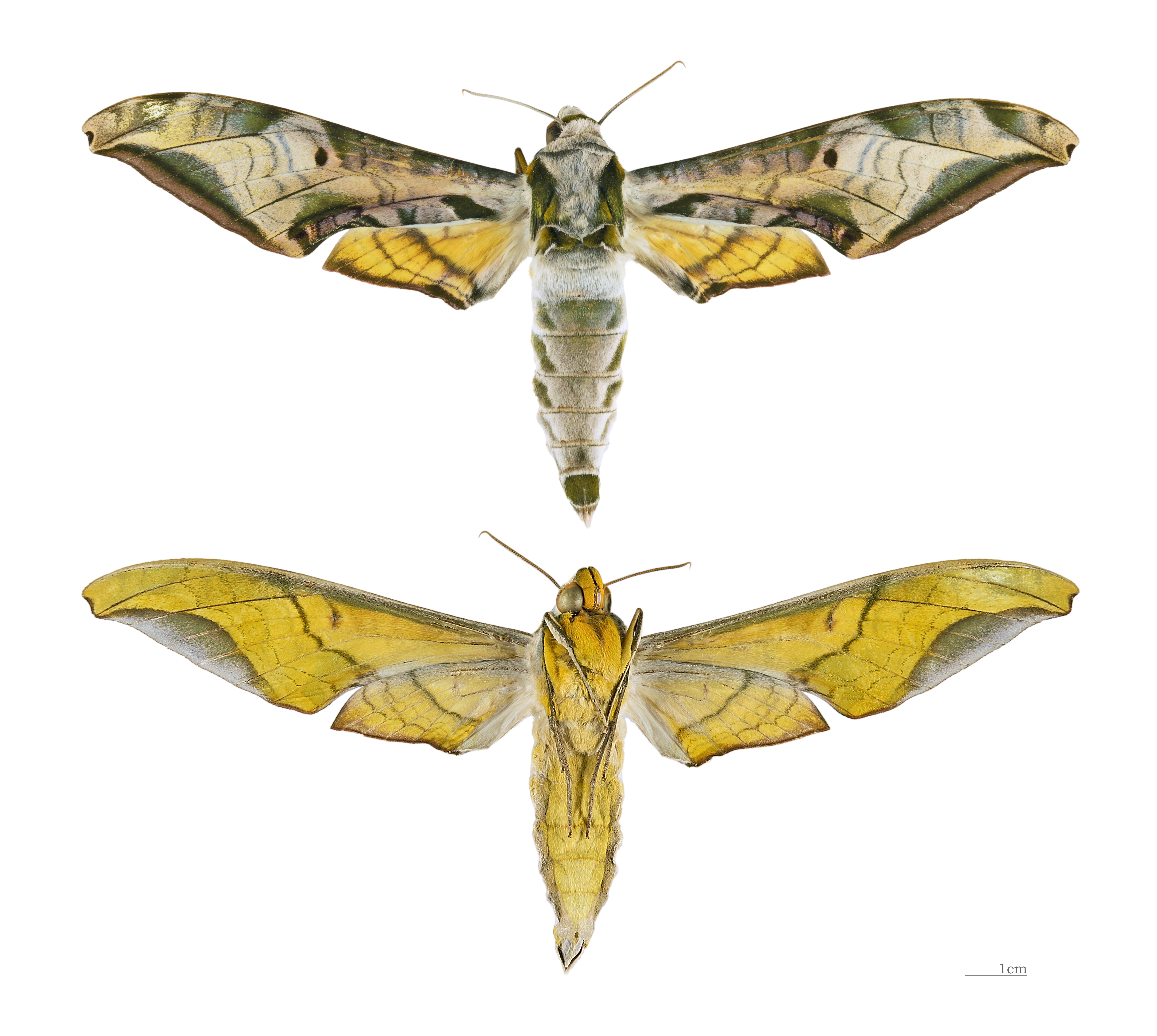
Protambulyx goeldii - MHNT
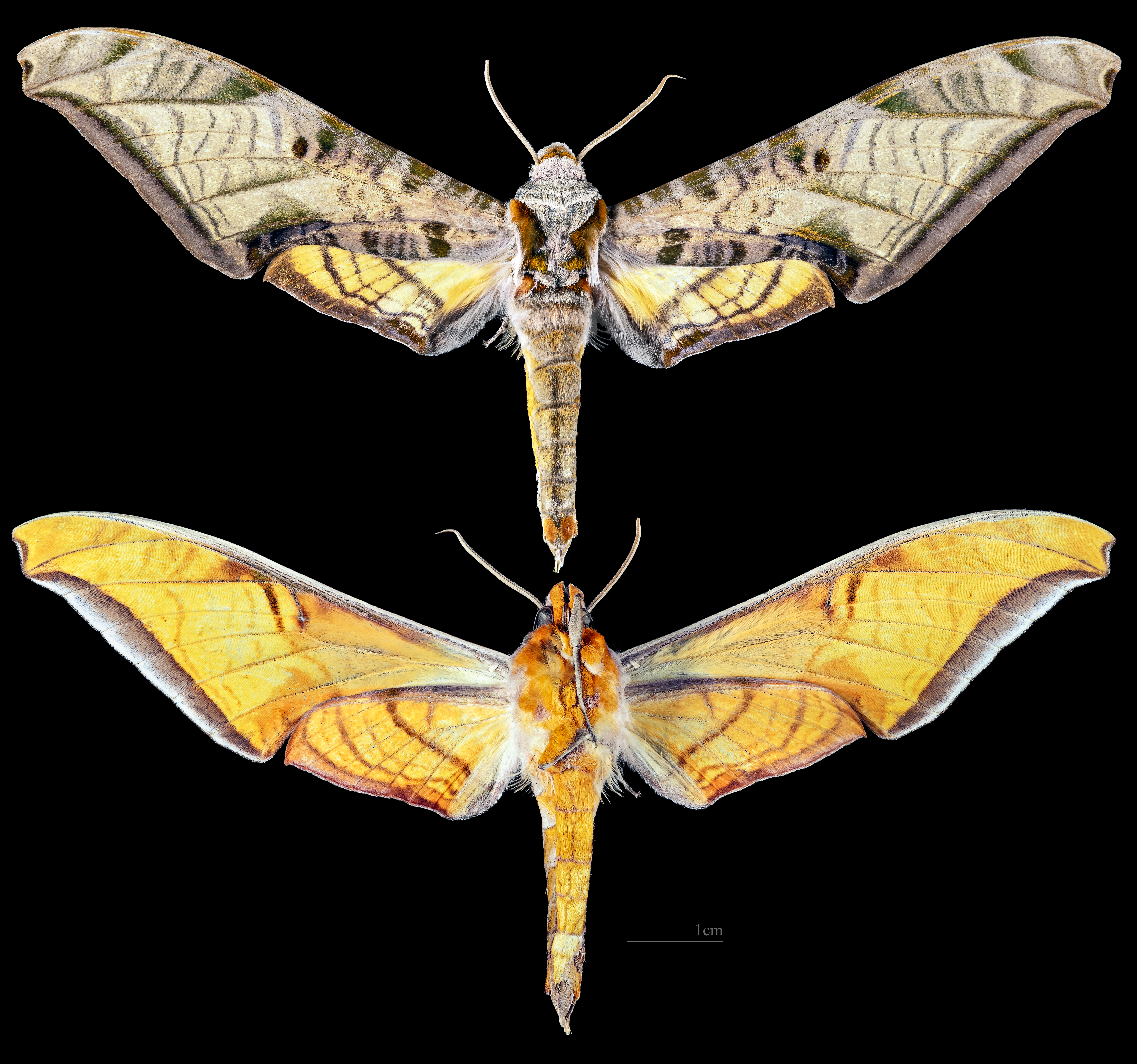
Protambulyx ockendeni
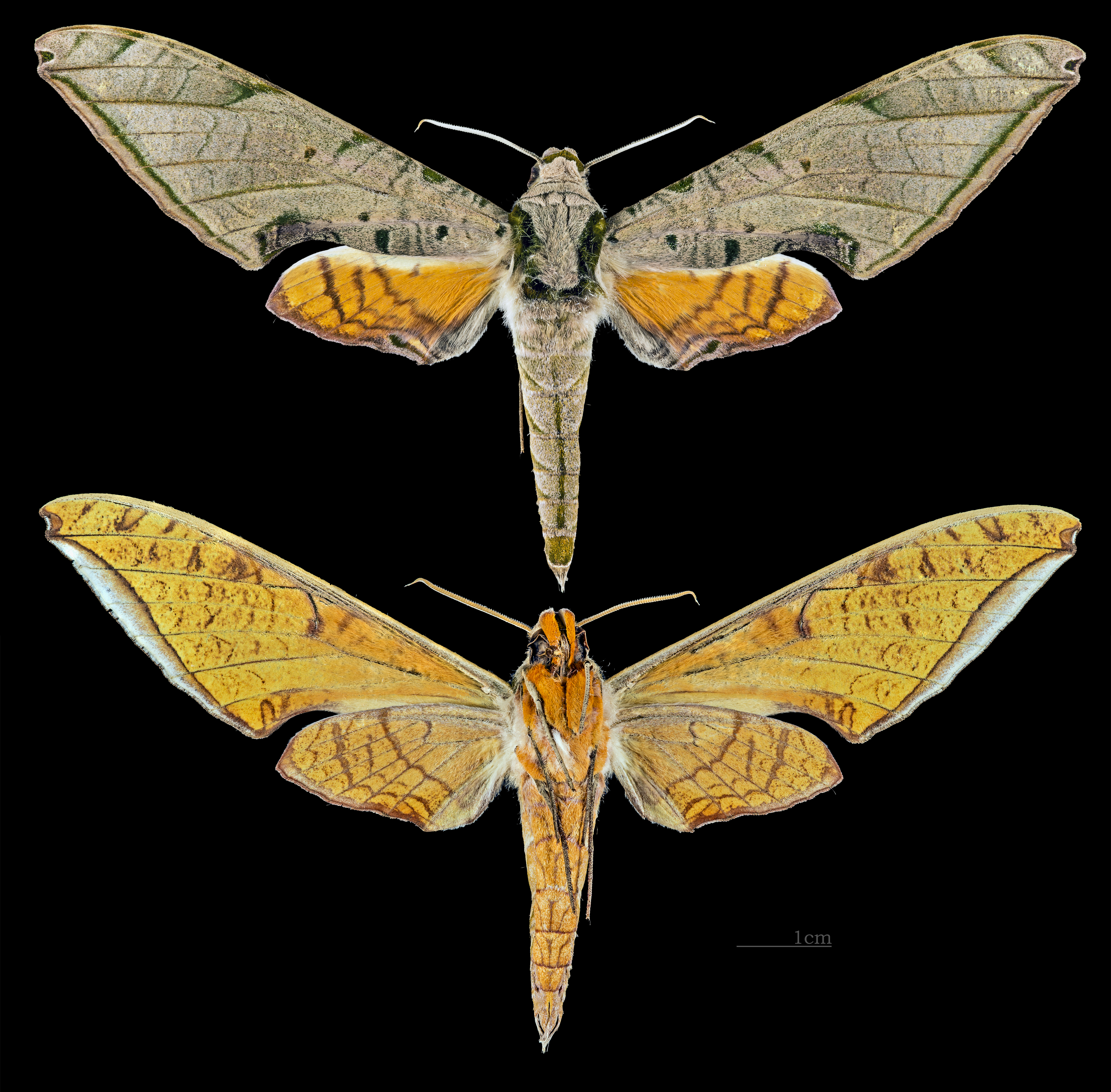
Protambulyx strigilis
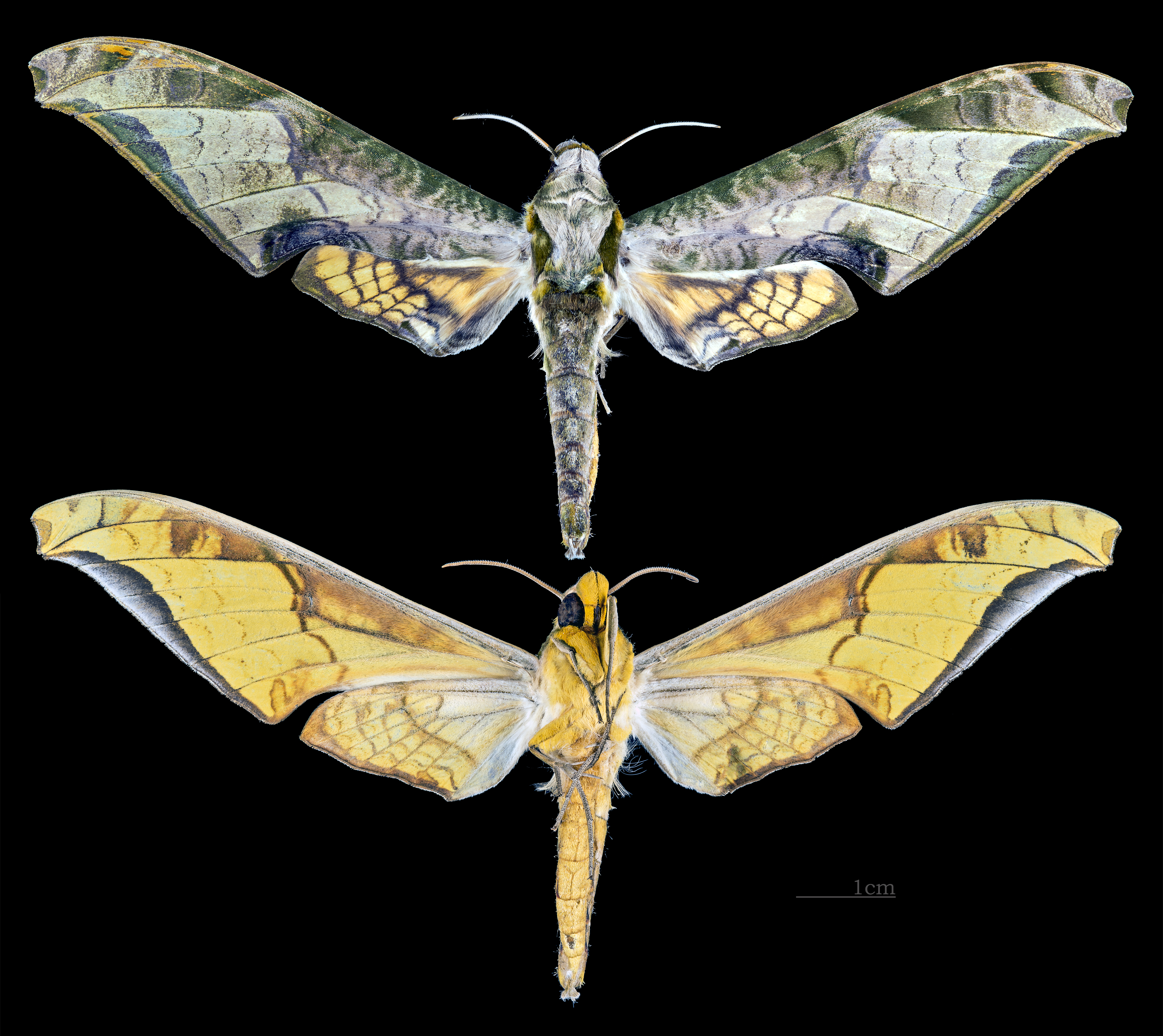
Protambulyx sulphurea